# Passiflora candida
Passiflora candida là một loài thực vật có hoa trong họ Lạc tiên. Loài này được (Poepp. & Endl.) Mast. mô tả khoa học đầu tiên năm 1871.